# Altina Schinasi
Altina Schinasi, verheiratet Altina Sanders, Barrett, Carey, Miranda (* 4. August 1907 in New York City; † 11. August 1999 in Santa Fe, New Mexico), war eine US-amerikanische Designerin und Filmproduzentin.

## Leben und Wirken

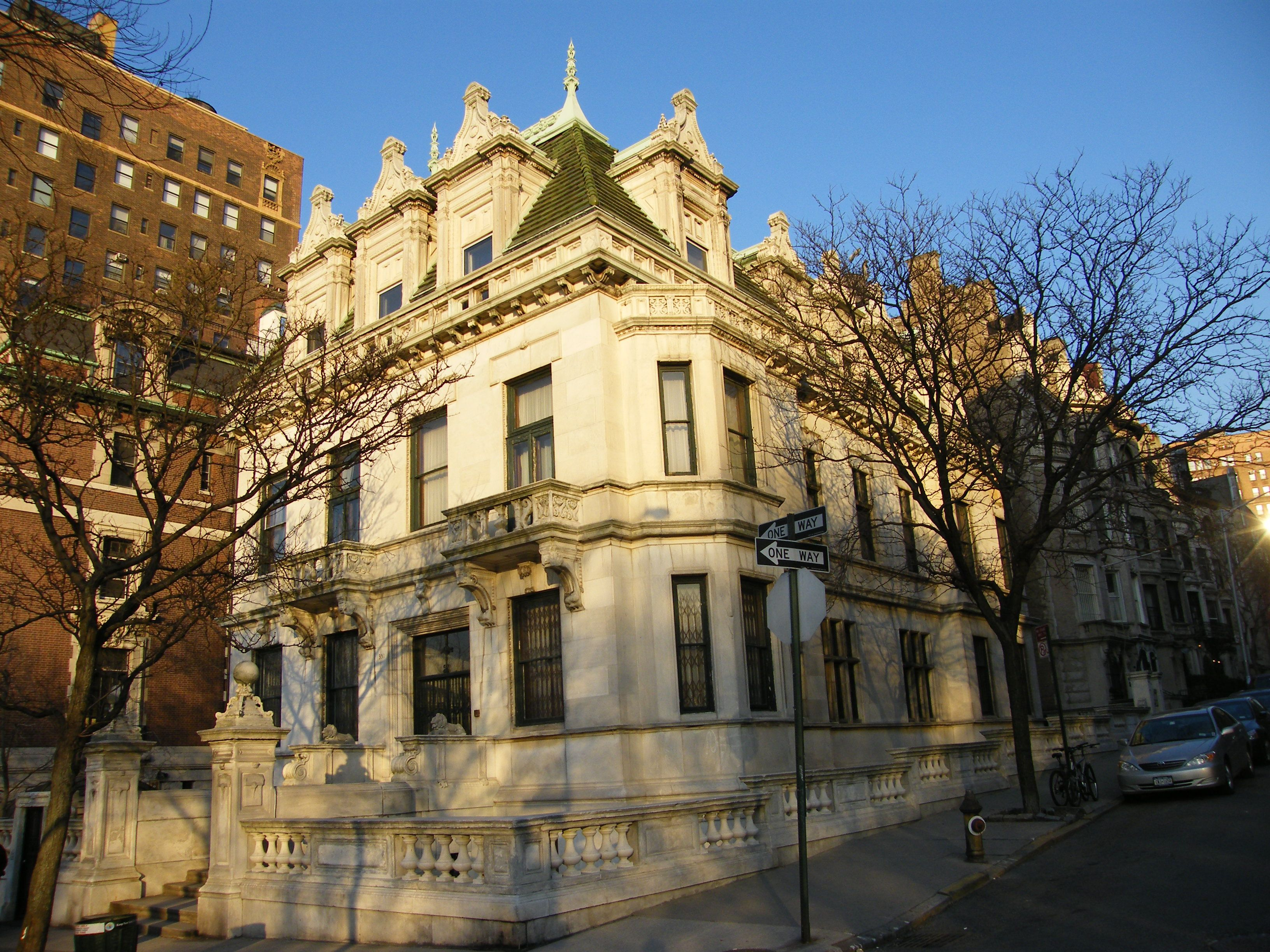
Die Villa der Familie Schinasi in Manhattan

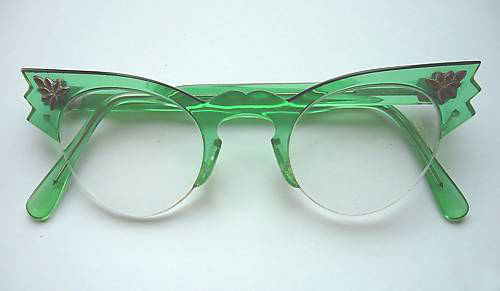
Eine Katzenaugen-Brille

Altina Schinasi kam 1907 als jüngste dreier Töchter von Morris (1855–1928; auch Moussa) und Laurette Schinasi in einer Villa in Morningside Heights, West Harlem, Manhattan zur Welt. Ihr Vater, ein türkischer Immigrant und sephardischer Jude aus Manisa, hatte sein Vermögen mit der patentierten Erfindung einer Zigarettendrehmaschine erworben.
Schinasi arbeitete zunächst als Schaufenstergestalterin in einem Geschäft in Manhattan. Als ihr die Gleichförmigkeit der zu dieser Zeit angebotenen runden Brillen auffiel, entwickelte sie ein neues, spitzes Design, das unter dem Namen Harlequin glasses (Harlekin-Brille) oder auch cat eye glasses (Katzenaugen-Brille) bekannt wurde. Zunächst wurde Schinasis Erfindung von verschiedenen Herstellern abgelehnt. Schließlich arbeitete sie mit Lugene, einem modernen Optikergeschäft in der Madison Avenue, zusammen. Eines der ersten Modelle kaufte Schriftstellerin Clare Boothe Luce, viele weitere Kundinnen folgten. Die Harlequin glasses entwickelten sich Ende der 1930er Jahre zu einem Trend, der von Zeitschriften wie Vogue und Life aufgegriffen wurde. Schinasi gründete ein Unternehmen, das den Vertrieb übernahm. 1939 wurde sie mit dem American Design Award von Lord & Taylor ausgezeichnet. Ihre Brillen wurden bis in die 1950er Jahre getragen und hatten Anfang der 1990er Jahre ein Revival.
Schinasi war außerdem künstlerisch interessiert, malte und fertigte Skulpturen. Sie lernte von Malern wie George Grosz in der Art Students League of New York und René Bensussan in Paris. Mitte der 1940er Jahre verkaufte Schinasi ihr Brillenunternehmen und zog nach Los Angeles. Dort studierte sie an der Jepson School of Art bei Howard Warshaw.
1973 zog Schinasi nach Washington, D.C. Inspiriert durch ein Foto von Henri Cartier-Bresson entwickelte sie ein neuartiges Design für menschenähnliche Sitzgelegenheiten, die sie Chairacters nannte und die unter anderem als Coverbild der Los Angeles Times erschienen.
Schinasi war vier Mal verheiratet. Ihr erster Mann war ein New Yorker Architekt. Aus der Ehe gingen zwei Söhne hervor, Terry Sanders und Denis Sanders, die erfolgreiche Filmschaffende und Oscarpreisträger wurden. Schinasis zweiter Mann Barrett war ein österreichischer Arzt.
1960 produzierte Schinasi gemeinsam mit ihrem dritten Ehemann Charles Carey den Dokumentar-Kurzfilm George Grosz’ Interregnum über ihren ehemaligen Kunstlehrer. Terry Sanders wirkte als Kameramann mit, Lotte Lenya als Sprecherin. Der Film brachte dem Produzenten-Duo eine Oscar-Nominierung ein und gewann einen Goldenen Löwen.
1981 zog Schinasi nach Santa Fe im US-Bundesstaat New Mexico. Dort heiratete sie ihren vierten Ehemann, den aus Kuba geflüchteten Maler Celestino Miranda, und war weiterhin als Künstlerin tätig. 1995 veröffentlichte sie die Autobiografie The Road I Have Travelled. Sie verstarb mit 92 Jahren in ihrer Wohnung in Santa Fe an einem Herzinfarkt.
Schinasis Enkel Peter Sanders (* 1969), Sohn von Denis Sanders, porträtierte in der Dokumentation Altina (2012) seine Großmutter. Der abendfüllende Film, der auf verschiedenen Festivals lief, zeigt Ausschnitte aus einem Interview, das Terry Sanders 1991 mit ihr führte, Familienfotos sowie Filmszenen und präsentiert Kommentare von Freunden und ihren zwei letzten Ehemännern.

## Auszeichnungen
- 1939: Lord & Taylor Annual American Design Award
- 1961: Oscar-Nominierung in der Kategorie „Bester Dokumentar-Kurzfilm“ für George Grosz’ Interregnum
- Am 4. August 2023 wurde die Designerin mit einem Google Doodle geehrt.[8]